# Justin M. Seaman
Justin M. Seaman (nascut a Claysville (Pennsilvània)) és un director, productor, guionista i editor de cinema estatunidenc. És conegut per escriure i dirigir la pel·lícula de terror de 2016 The Barn i la seva seqüela, The Barn Part II, i per dirigir segments de les pel·lícules d'antologia Volumes of Blood: Horror Stories (2016) i 10/31 (2017). Treballa com a productor i director a la pel·lícula Cryptids.

## Carrera
Seaman va escriure i dirigir la pel·lícula de terror del 2016 The Barn. Va dirigir el segment "The Deathday Party" de la pel·lícula d'antologia de terror de 2016 Volumes of Blood: Horror Stories, així com el segment "The Old Hag" de la pel·lícula d'antologia de 2017 10/31. El 2022, Seaman va escriure i dirigir The Barn Part II, una seqüela de The Barn, i va ser productor i director de la pel·lícula Cryptids.